# Bonson, Loire
Bonson är en kommun i departementet Loire i regionen Auvergne-Rhône-Alpes i centrala Frankrike. Kommunen ligger i kantonen Saint-Just-Saint-Rambert som tillhör arrondissementet Montbrison. År 2022 hade Bonson 4 478 invånare.

## Befolkningsutveckling
Antalet invånare i kommunen Bonson
| Referens: INSEE |